# Casas (municipalité)
Pour les articles homonymes, voir Casas.
La municipalité de Casas est l'une des 43 municipalités de l'État de Tamaulipas, et est située dans la partie sud de cet État. Située à l'ouest du golfe du Mexique, elle est bordée à l'ouest par le massif montagneux de la Sierra de Tamaulipas, et appartient au bassin versant du fleuve Río Soto La Marina. Son chef-lieu est la localité éponyme de Casas. Elle dépend de la région Centro, qui est une des 6 subdivisions administratives de l'État de Tamaulipas.

## Géographie
La municipalité de Casas s'étend du nord au sud en prenant appui à l'ouest sur le massif montagneux de la Sierra de Tamaulipas, son altitude oscillant entre 50 et 1200 mètres. Elle est traversée par de nombreux cours d'eau, dont la plupart appartient au bassin versant du fleuve Río Soto La Marina, et rejoignent dans un premier temps le lac artificiel de Presa Vicente Guerrero (es), dans la municipalité de Padilla, avant de gagner la mer. Son chef-lieu, la localité éponyme de Casas, se trouve dans la partie nord de son territoire, à une altitude de 150 mètres. Son territoire couvre une superficie de 2874,33 km², et était peuplé en 2020 de 4143 habitants.
Cette municipalité fait partie de la région Centro, qui est une des 6 subdivisions administratives de l'État de Tamaulipas, et regroupe les municipalités d'Abasolo, Güemez, Hidalgo, Jiménez, Llera, Mainero, Padilla, San Carlos, San Nicolás, Soto la Marina, Victoria, Casas et Villagrán.
Elle est limitrophe au nord des municipalités d'Abasolo, de Jiménez et de Padilla, à l'ouest de celles de Güemez et Victoria, au sud de celles de Llera et de González, et à l'est de celle de Soto la Marina.

## Composition et démographie
La municipalité était composée en 2010 de 325 localités.
| Localité                     | Population |
| ---------------------------- | ---------- |
| Casas                        | 554        |
| Lajilla del Sur (La Lajilla) | 236        |
| Jacinto Canek                | 200        |
| Campo Número Tres            | 148        |

En plus de l'espagnol, plusieurs langues amérindiennes sont parlées dans la municipalité, dont les principales sont par ordre d'importance : le huastèque.

## Histoire
Le village de Casas est fondé en 1770 par le gouverneur de la province de Nouvelle-Santander, Vicente González Santianes, avec des populations venant des villes environnantes d'Aguayo Llera et de Güemez, sous le nom de Croix, en l'honneur du vice-roi de Nouvelle-Espagne Márquez, qui portait ce titre.
En 1872, la localité est renommée Casas, en l'honneur du combattant indépendantiste Juan Bautista de las Casas (es), natif de ce village.